# Ашим, Нургали Садуакасович
Нургали Садуакасович Аши́мов (каз. Нұрғали Сәдуақасұлы Әшім; род. 10 октября 1959, Шымкент) — депутат Мажилиса Парламента Республики Казахстан V созыва (2011—2016), кандидат экономических наук.

## Биография
Родился 10 октября 1959 года в Чимкенте.
В 1981 году окончил Московский экономико-статистический институт по специальности инженер-математик, затем, в 1989 году — аспирантуру Московского экономико-статистического института с темой диссертации «Исследования и разработка методов проектирования информационной базы АСУП».
С 1981 года — младший научный сотрудник научно-исследовательского института при Госплане Казахской ССР.
С 1987 года — заведующий отделом НИИ АСПУ при Госплане Казахской ССР.
С 1990 года — старший преподаватель Республиканского института по переподготовке кадров при Совете Министров Казахской ССР, старший преподаватель Казахского химико-технологического института.
С марта 1992 года — советник главы, с августа 1992 года — заместитель главы Южно-Казахстанской областной администрации — председатель Южно-Казахстанского территориального комитета по госимуществу.
С декабря 1993 года — заместитель главы Южно-Казахстанской областной администрации.
С 1996 года — начальник Южно-Казахстанского областного управления Национального банка.
С 1997 года — вице-министр экономики и торговли.
С 1997 года — заместитель председателя правления закрытого акционерного общества «Банк Туран-Алем».
С 1998 года — заместитель акима Костанайской области.
С февраля 1999 года — аким города Костаная.
С июля 2000 года — вице-президент по коммерции и маркетингу ЗАО «Казтрансгаз».
С ноября 2000 года — генеральный директор ЗАО «Intergas CentraI Asia».
С января 2001 года — президент ЗАО «Казтрансгаз».
С июня 2003 года — Первый вице-министр энергетики и минеральных ресурсов РК.
В 2003—2007 годах возглавлял Западно-Казахстанскую область.
С 2007 по 2009 год — аким Южно-Казахстанской области.
С 4 марта 2009 года назначен министром охраны окружающей среды Республики Казахстан.
С января 2012 года — депутат Мажилиса Парламента Республики Казахстан, избран по списку Народно-демократической партии «Нур Отан». Член Комитета по вопросам экологии и природопользованию.

## Награды
- Орден Курмет (2005)
- Медаль «10 лет Астане»